# رادا این چیانتی
رادا این چیانتی (به ایتالیایی: Radda in Chianti) یک کومونه در ایتالیا است که در استان سیه‌نا واقع شده‌است.

## خصوصیات
رادا این چیانتی ۸۰٫۶ کیلومترمربع مساحت و ۱٬۷۱۵ نفر جمعیت دارد و ۵۳۰ متر بالاتر از سطح دریا واقع شده‌است.